# خورخي هرنانديز غونزاليس
خورخي هرنانديز غونزاليس (بالإسبانية: Jorge Hernández González) هو لاعب كرة قدم مكسيكي، ولد في 22 فبراير 1988 في غوادالاخارا في المكسيك. شارك مع منتخب المكسيك تحت 17 سنة لكرة القدم ومنتخب المكسيك لكرة القدم. أما مع النوادي، فقد لعب مع أتلانتي إف سي وتيبورونيس روخوس دي فيراكروز ونادي أطلس ونادي برشلونة ونادي تيخوانا ونادي جامعة غوادالاخارا.

## وصلات خارجية
- خورخي هرنانديز غونزاليس على موقع الاتحاد الدولي (مؤرشف)  (الإنجليزية)
- خورخي هرنانديز غونزاليس على موقع قاعدة بيانات كرة القدم.إي يو (الإنجليزية)
- خورخي هرنانديز غونزاليس على موقع ناشيونال فوتبول تيمز (الإنجليزية)
- خورخي هرنانديز غونزاليس على موقع Soccerway.com (الإنجليزية)